# 上海市民政局
上海市民政局是上海市人民政府主管社会行政事务的职能部门，加挂上海市社会组织管理局牌子。

## 歷史
辛亥革命後，上海县縣署设立主管民政事务的内务科。中華民国16年（1927年）7月，上海特别市成立后，設立主管民政事务的公益局，黄庆澜出任局長。同年9月，公益局并入农工商局，潘公展出任農工商局局長，1928年更名為社會局，潘公展留任局長。中華民国26年（1937年）冬，在日本攻佔上海後，社会局迁入上海法租界。中華民国30年（1941年）12月8日，日军占领租界，社会局工作中止。汪精衛政權统治时期，上海的民政事务由汪精衛政權上海特别市政府的社会局和社会福利局主管。中華民国34年（1945年）8月，中國抗日战争結束，中華民國上海市政府重新成立社会局，並且設立主管保甲、户政、征兵等事项上海市政府民政处。中華民国36年（1947年）10月，民政处升格为民政局。截至1949年5月27日時，當時的民政局局長是陶喆的爺爺陶一珊。
1949年5月27日中國人民解放軍攻佔上海后，中華民國上海市民政局和社会局中属于民政的行政业务由上海市军事管制委员会政务接管委员会民政接收处和政务接管委员会福利接管组負責處理。1949年8月24日，上海市人民政府民政局成立，曹漫之出任局長，下设行政处、户政处、福利处、优抚处和人事室、会计室、调研室。1955年4月，上海市人民政府民政局改名為上海市民政局。1968年2月，上海市民政局革命委员会成立，上海各個区县民政机构同时被撤并。1978年8月，上海市民政局革命委员会撤销，恢复先前的上海市民政局。1978年，重建下轄的殡葬管理所。1980年3月，殡葬管理所再度撤销，业务由社会处第三科管理。1981年4月，再度恢复殡葬管理所。1984年後更名為上海市殡葬管理处。1990年3月，上海市婚姻管理處成立。1996年，上海市民政局共设15个处（室）。

## 外部連結
- 官方网站